# Transcendence Into The Peripheral
Transcendence Into The Peripheral – album australijskiego zespołu Disembowelment wykonującego death doom metal. Wydany w 1993 przez amerykańską wytwórnię Relapse Records.

## Lista utworów
1. "The Tree of Life and Death" – 10:25
2. "Your Prophetic Throne of Ivory" – 07:40
3. "Excoriate" – 04:45
4. "Nightside of Eden" – 02:39
5. "A Burial at Ornans" – 14:38
6. "The Spirits of the Tall Hills" – 09:22
7. "Cerulean Transience of All My Imagined Shores" – 10:07[1]

## Twórcy
- Renato Gallina - śpiew, gitara
- Matthew Skarajew - gitara basowa
- Paul Mazziotta - perkusja
- Jason Kells - gitara[1]